# Fine settimana

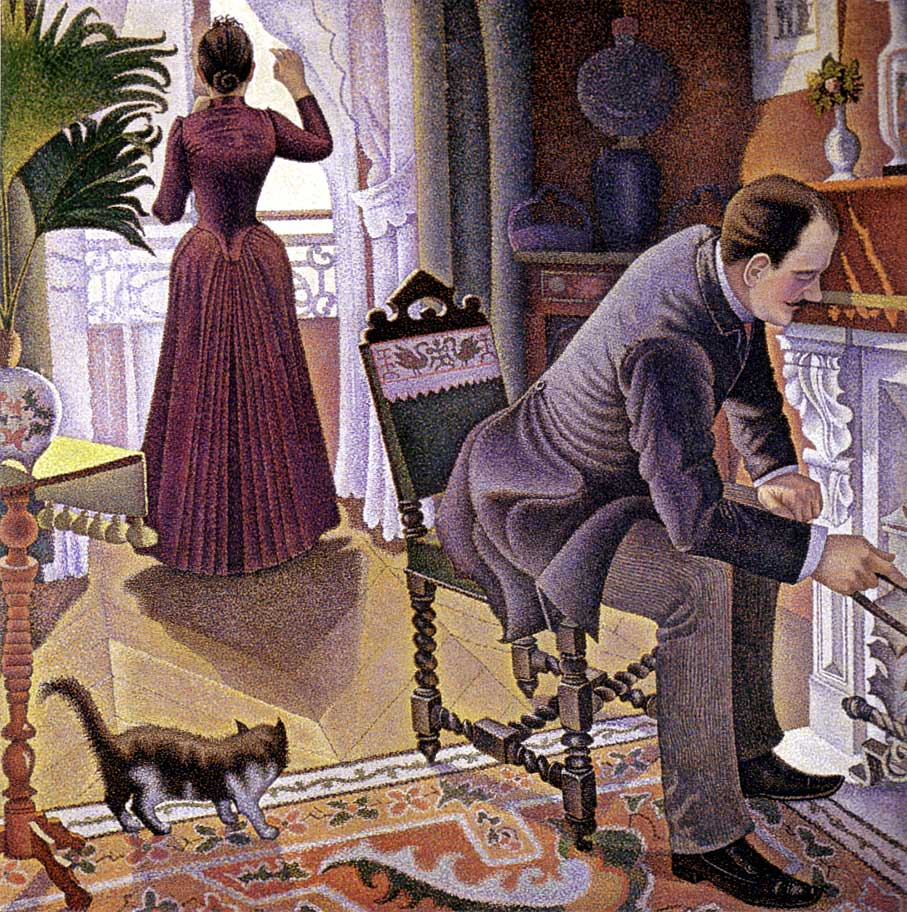
Una domenica, di Paul Signac (1890)

Il fine settimana o fine-settimana, calco morfologico dell'inglese week-end o weekend, è una locuzione che indica il periodo conclusivo della settimana, costituito dai giorni sabato e domenica; di consueto tale fase settimanale è dedicata al riposo e allo svago.
La locuzione è usata come sostantivo maschile invariabile, nonostante i lemmi «fine» e «settimana» siano femminili. Anche se più raramente, a volte l'espressione è usata come sostantivo femminile.